# Gene oskar
oskar é um gene de 2.9-kb codificador de proteína de Drosophila melanogaster que define a parte posterior do embrião no início da embriogênese, tendo este gene duas partes, uma longa e uma curta que atuam em partes diferentes do desenvolvimento embrionário, tendo a parte curta atividade completa e a sua isoforma longa é responsável apenas por manter por manter o mRNA oskar na parte posterior do oócito.
Este gene é responsável pela formação de parte do abdômen e das células germinativas nos embriões, o local onde é sintetizada a proteína oskar determina onde as células germinativas serão formadas, e a quantidade desta proteína determina quantas células germinativas são formadas. O RNA oskar é produzido nas células enfermeiras e é depositado no oócito em desenvolvimento, onde ele se acumula nos primeiros estágios da oogênese. Por volta da fase 8  da oogênese o RNA é encontrado tanto na parte posterior como anterior do oócito, já na fase 10 o oskar RNA é localizado exclusivamente  no polo posterior onde ele se mantém até ser degradado depois da formação das células germinativas. A proteína oskar só é traduzida quando o mRNA se encontra na parte posterior, enquanto o RNA não localizado é degradado, assim, garantindo que a proteína só seja traduzida no polo posterior do oócito e do embrião para que não haja nenhum problema no desenvolvimento embrionário.